# Miño de Medinaceli
Miño de Medinaceli é um município da Espanha, na província de Sória, comunidade autónoma de Castela e Leão, de área 56,25 km² com população de 104 habitantes (2006) e densidade populacional de 1,75 hab/km².

## Demografia
| Variação demográfica do município entre 1991 e 2004 | Variação demográfica do município entre 1991 e 2004 | Variação demográfica do município entre 1991 e 2004 | Variação demográfica do município entre 1991 e 2004 |
| --------------------------------------------------- | --------------------------------------------------- | --------------------------------------------------- | --------------------------------------------------- |
| 1991                                                | 1996                                                | 2001                                                | 2004                                                |
| 167                                                 | 125                                                 | 106                                                 | 99                                                  |